# أنتوني واترس (لاعب هوكي الحقل)
أنتوني واترس (بالإنجليزية: Anthony Waters)‏ هو لاعب هوكي الحقل أسترالي، ولد في 10 أبريل 1928، وتوفي في 20 نوفمبر 1987.

## وصلات خارجية
- أنتوني واترس على موقع أوليمبيديا (الإنجليزية)
- أنتوني واترس على موقع اللجنة الأولمبية الأسترالية (الإنجليزية)